# Дърсник
Дърсник или Дресник (на албански: Dërsnik или Dërsniku) е село в Албания, част от община Корча, област Корча.

## География
Селото е разположено южно от град Корча.

## История
В XV век в Дресник са отбелязани поименно 54 глави на домакинства. Селото се споменава в османски дефтер от 1530 година под името Дрисник, спахийски зиамет и тимар, с 10 ханета мюсюлмани, 51 ханета гяури и 6 вдовици гяурки.
На Етнографската карта на Битолския вилает на Картографския институт в София от 1901 година Дресник е чисто албанско мюсюлманско село в Корчанската каза на Корчанския санджак със 125 къщи.
До 2015 година е част от община Воскоп.